# Большое Карасьозеро
Большое Карасьозеро — пресноводное озеро на территории Алмозерского сельского поселения Вытегорского района Вологодской области.

## Физико-географическая характеристика
Площадь озера — 0,6 км². Располагается на высоте 129,2 метров над уровнем моря.
Форма озера продолговатая: оно более чем на один километр вытянуто с запада на восток. Берега преимущественно заболоченные.
Озеро видимых поверхностных стоков не имеет и принадлежит бассейну реки Вытегры, впадающей в Онежское озеро.
Острова на озере отсутствуют.
К северо-западу от озера проходит дорога местного значения.
Населённые пункты вблизи водоёма отсутствуют.
Код объекта в государственном водном реестре — 01040100511102000019907.